# Aleiodes fortipes
Aleiodes fortipes är en stekelart som först beskrevs av Henry J. Reinhard 1863.  Aleiodes fortipes ingår i släktet Aleiodes och familjen bracksteklar. Inga underarter finns listade i Catalogue of Life.